# Nikołaj Kuzniecow (kolarz)
Nikołaj Aleksandrowicz Kuzniecow (ros. Николай Александрович Кузнецов, ur. 20 lipca 1973 w Leningradzie) – rosyjski kolarz torowy i szosowy, wicemistrz olimpijski.

## Kariera
Pierwszy sukces w karierze Nikołaj Kuzniecow osiągnął w 1991 roku, kiedy razem z kolegami z reprezentacji wywalczył złoty medal w drużynowym wyścigu na dochodzenie podczas mistrzostw świata juniorów. Już rok później wziął udział w igrzyskach olimpijskich w Barcelonie, gdzie w tej samej konkurencji Rosjanie z Kuzniecowem w składzie zajęli szóstą pozycję. Na rozgrywanych cztery lata później igrzyskach w Atlancie, Nikołaj wspólnie z Eduardem Gricunem, Aleksiejem Markowem i Antonem Szantyrem zdobył srebrny medal w drużynowym wyścigu na dochodzenie. Startował ponadto w wyścigach szosowych, zajmując między innymi drugie miejsce w hiszpańskim kryterium Trofeo Guerrita w 1997 roku.
Ojciec Nikołaja, Aleksandr, był trenerem, matka, Galina Cariowa, zdobyła osiem medali torowych mistrzostw świata, a siostra, Swietłana Kuzniecowa, jest tenisistką.